# Pido
Pido es una localidad del municipio de Camaleño (Cantabria, España). En el año 2023 tenía 98 habitantes (INE). La localidad está ubicada a 925 metros de altitud sobre el nivel del mar, en la margen derecha del río Deva; dista 13 kilómetros de la capital municipal, Camaleño. Es el pueblo último y más alto del municipio, exceptuando el núcleo de Fuente Dé. La iglesia parroquial es del siglo XVI, pero se la considera de tradición románica. Además, puede verse en esta localidad un hórreo bien conservado.

## Demografía
La población de la localidad apenas ha variado en la primera década del siglo XXI, oscilando entre los 119 y los 133 habitantes censados. A partir del 2011 ha habido una lenta pero constante perdida de población, hasta alcanzar los 98 habitantes en 2023.
| Gráfica de evolución demográfica de la localidad de Pido entre 2000 y 2015 |
|                                                                            |
| Población de la localidad de Pido según los censos de población del INE.   |